# Epilobium alpestre
Epilobium alpestre là một loài thực vật có hoa trong họ Anh thảo chiều. Loài này được (Jacq.) Krock. mô tả khoa học đầu tiên năm 1787.

## Hình ảnh

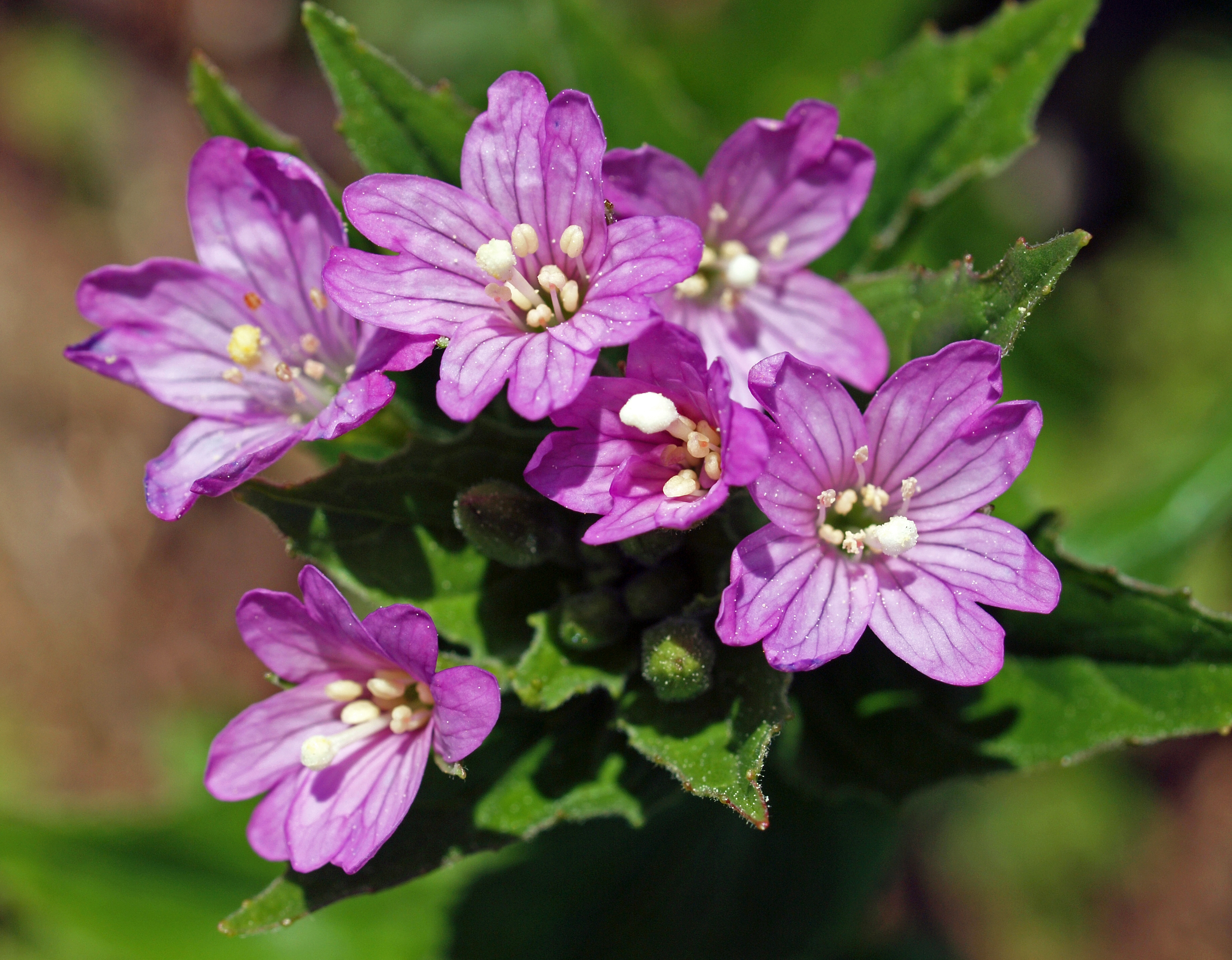
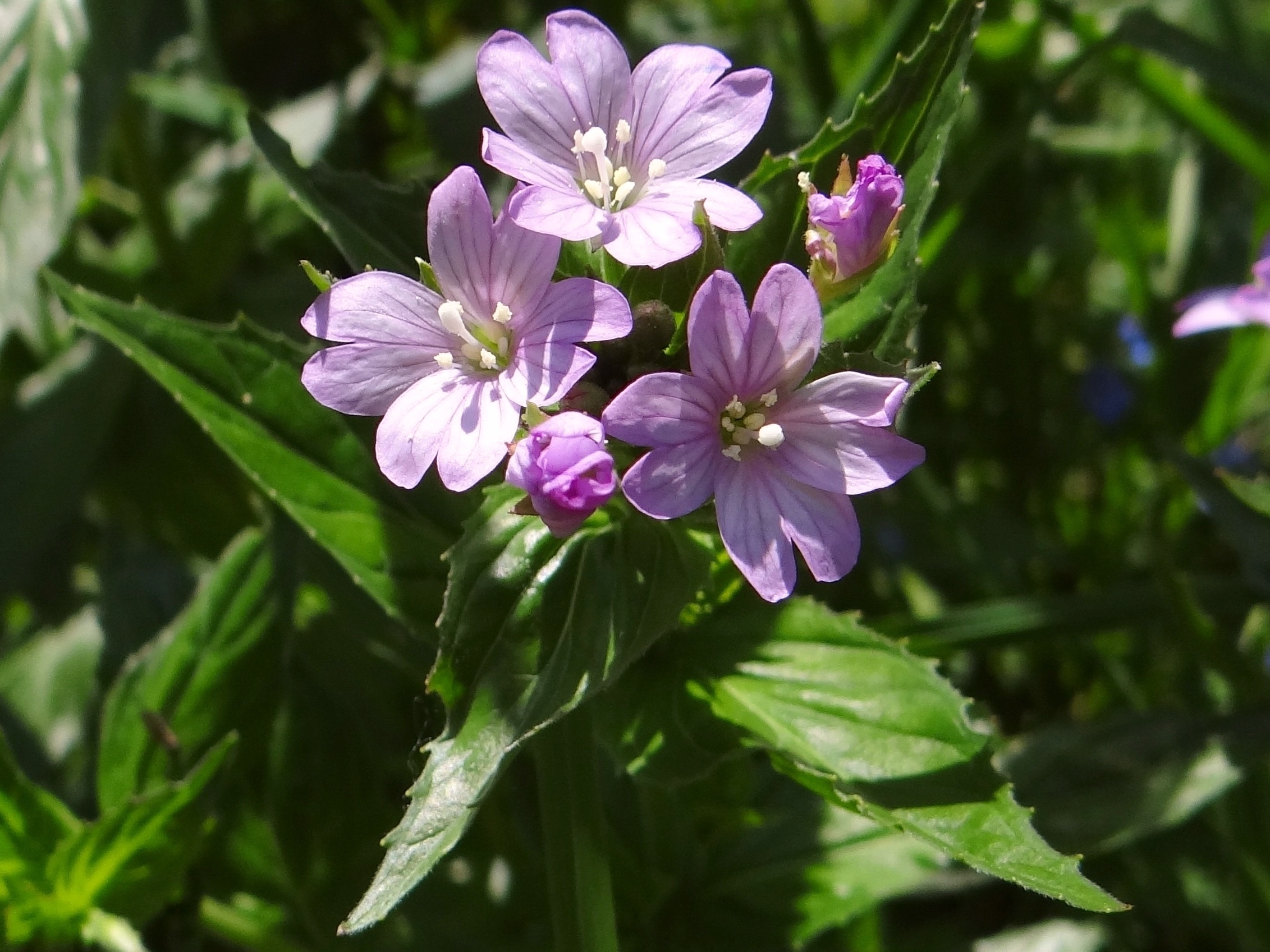
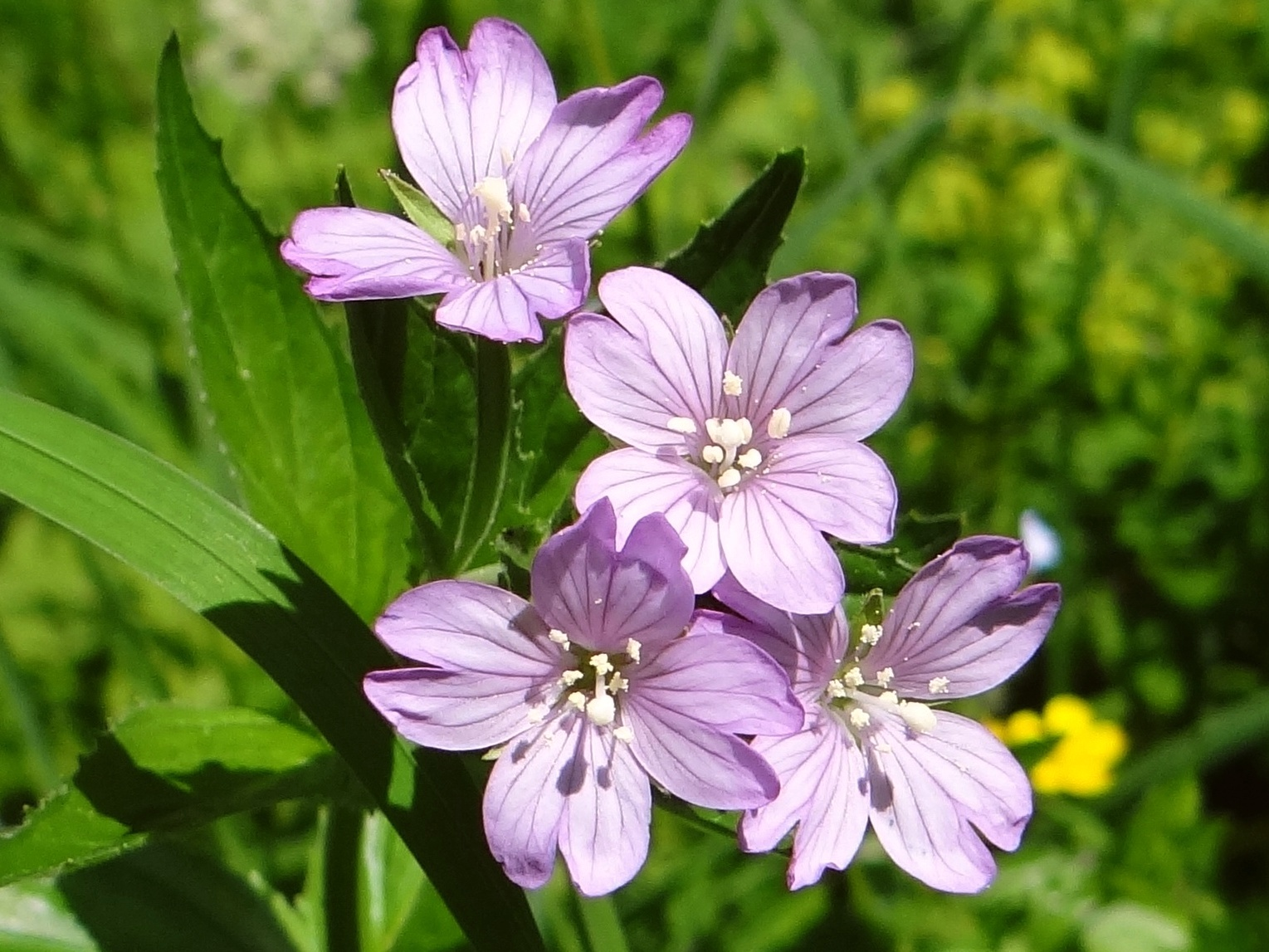
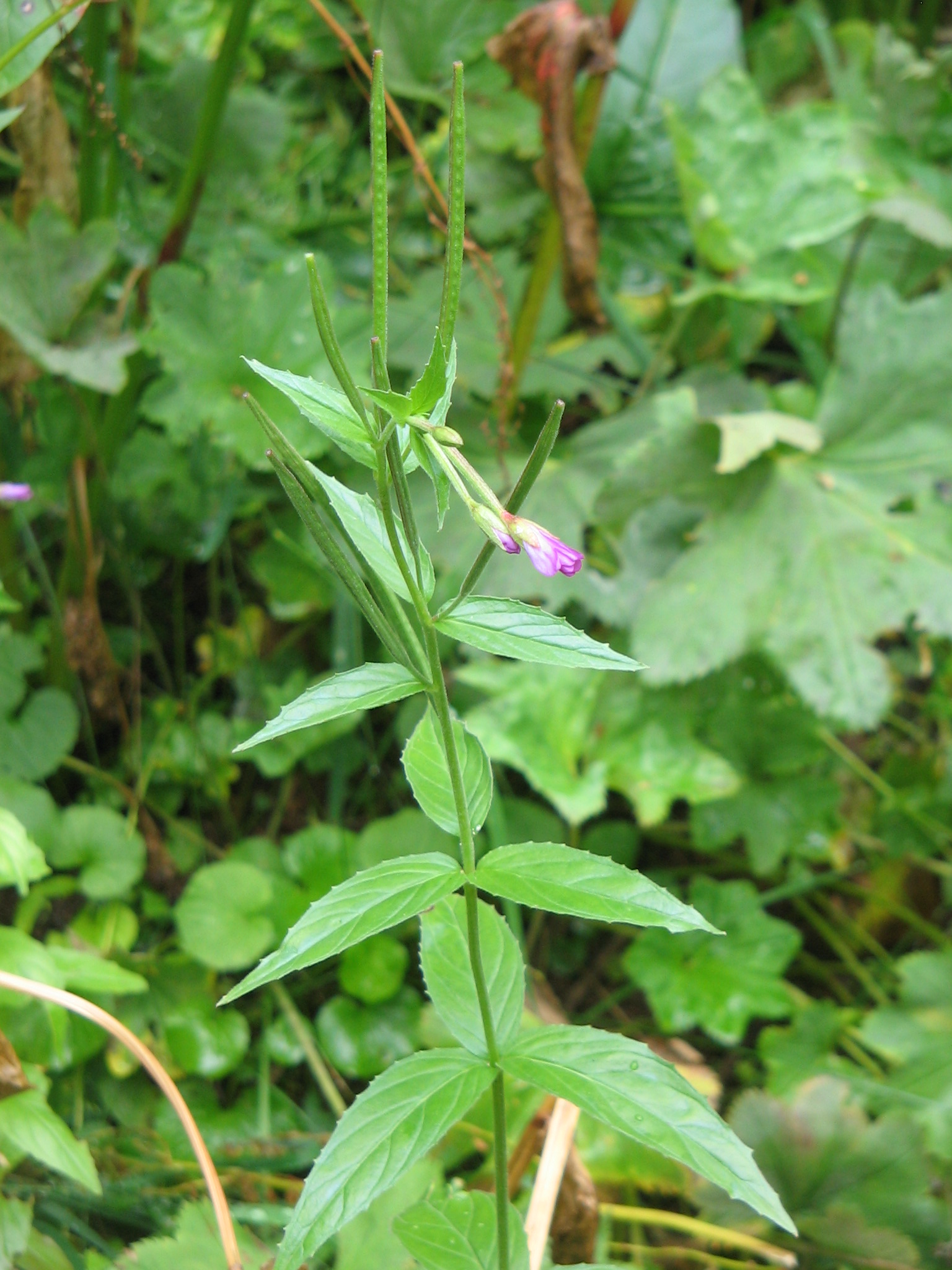